# Trois-Évêchés (szczyt)
Trois-Évêchés – szczyt w Alpach Prowansalskich, części Alp Zachodnich. Leży w południowo-wschodniej Francji w regionie Prowansja-Alpy-Lazurowe Wybrzeże, przy granicy z Włochami. Szczyt można zdobyć drogą z miejscowości Embrun w dolinie Vallée de l'Ubaye.